# Louis Ruchonnet

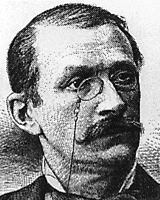
Antoine Louis John Ruchonnet

Antoine Louis John Ruchonnet (Engeland, 28 april 1834 - 14 september 1893) was een Zwitsers politicus.
Louis Ruchonnet was afkomstig uit het kanton Vaud en heimatberechtigt in Saint-Saphorin. In 1863 werd hij voor het district Vallorbe in de Grote Raad van Vaud gekozen. Later nam hij ook zitting in de Staatsraad van het kanton. Van 1 januari 1873 tot 31 december 1873 was hij voorzitter van de Staatsraad.
Hij was lid van de Nationale Raad (tweede kamer van het federale parlement) en was haar voorzitter 1869 en in 1874/1875. 
Louis Ruchonnet werd op 3 maart 1881 voor de Radicale Partij (voorloper van de Vrijzinnige-Democratische Partij) in de Bondsraad gekozen. Hij bleef in de Bondsraad tot zijn dood op 14 september 1893. Hij beheerde de volgende departementen:
- Departement van Handel en Landbouw (1881)
- Departement van Justitie en Politie (1882)
- Departement van Politieke Zaken (1883)
- Departement van Justitie en Politie (1884-1893)

Louis Ruchonnet was in 1882 en in 1889 vicepresident en in 1883 en 1890 bondspresident.
Hij stond te boek als bijzonder radicaal en naderde in zijn ideeën het socialisme van Louis Blanc. 
Ruchonnet was medeoprichter van (vrijmetselaars) Loge Liberté in Lausanne in 1871. 